# Verbandsgemeinde Linz am Rhein
La comunità amministrativa di Linz am Rhein (Verbandsgemeinde Linz am Rhein) si trova nel circondario di Neuwied nella Renania-Palatinato, in Germania.

## Comuni
Fanno parte della comunità amministrativa i seguenti comuni:
| Comune, città                  | Sup. (km²) | Abitanti |
| ------------------------------ | ---------- | -------- |
| Dattenberg                     | 9,33       | 1 511    |
| Kasbach-Ohlenberg              | 4,78       | 1 414    |
| Leubsdorf                      | 10,22      | 1 598    |
| Linz am Rhein, città           | 17,98      | 6 273    |
| Ockenfels                      | 1,66       | 1 062    |
| Sankt Katharinen               | 13,83      | 3 421    |
| Vettelschoß                    | 6,91       | 3 592    |
| Verbandsgemeinde Linz am Rhein | 64,71      | 18 871   |

(Abitanti al 31 dicembre 2021)